# Ádám Lang
Pour les articles homonymes, voir Lang.
Dans le nom hongrois Lang Ádám, le nom de famille précède le prénom, mais cet article utilise l’ordre habituel en français Ádám Lang, où le prénom précède le nom.
Ádám Lang, né le 17 janvier 1993 à Veszprém, est un footballeur international hongrois. Il évolue au poste de défenseur central a l'Omónia Nicosie.

## Carrière

### En club

#### Débuts professionnels en Hongrie
Ádám Lang joue successivement dans les équipes hongroise du Veszprém FC, en troisième et deuxième division puis de Győri ETO FC et du Videoton FC, première division.

#### Dijon FCO
Il est transféré au Dijon FCO dans les dernières minutes du mercato d'été 2016. 
Il dispute son premier match en France lors d'un déplacement au Parc des Princes le 20 septembre 2016 pour une défaite trois buts à zéro (6e journée). Il s'installe à cette occasion dans le onze bourguignon, ne loupant que deux matchs entre cette rencontre et la 22e journée le 28 janvier 2017. 
Il est par la suite moins utilisé, Olivier Dall'Oglio abandonnant sa défense à cinq et Jordan Lotiès lui étant préféré au côté de l'incontournable Cédric Varrault. La réception de l'AS Saint-Etienne le 19 mars 2017 est ainsi le dernier match auquel il participe lors de cette saison 2016-2017.
Après seulement trois matchs de championnat lors des six premier mois de la saison suivante, il est prêté en janvier 2018 à l'AS Nancy-Lorraine pour y terminer la saison.
Lors du mercato d'été 2018, il est annoncé en prêt au Beitar Jérusalem dans les derniers jours du mois d'août mais le transfert n'a finalement pas lieu.

#### CFR Cluj
Le 4 juillet 2018, il s'engage avec le CFR Cluj et découvre ainsi un nouveau championnat, la première division roumaine (Liga I).
Il reste dans le club seulement une saison.

#### Omónia Nicosie
En 2019, il quitte le club roumain pour le championnat chypriote (Panchypriote Cyta) en signant au Omónia Nicosie. Il quitte le club chypriote en février 2025 après six années au club.

#### Retour en Hongrie
Le 19 février 2025, il retourne en Hongrie et signe au Debreceni VSC.

### En équipe nationale
En équipe nationale, il est convoqué en équipe Hongrie des moins de 19 ans, en équipe espoirs et en sélection A à partir de 2014. 
Il reçoit sa première sélection en équipe de Hongrie le 22 mai 2014 contre le Danemark (match nul 2-2). Le 4 juin 2016, il inscrit malencontreusement un but contre son camp, lors d'un match amical face à l'Allemagne (défaite 2-0).
Il est retenu par le sélectionneur allemand Bernd Storck afin de participer à l'Euro 2016 organisé en France.
Quatre ans plus tard, il est de nouveau convoqué pour participer à l'Euro 2020. 
En mai 2024, il est sélectionné par Marco Rossi pour participer à l'Euro 2024 avec la Hongrie.

## Statistiques
| Saison                | Club                     | Championnat           | Championnat | Championnat | Coupe nationale | Coupe nationale | Coupe de la Ligue | Coupe de la Ligue | Supercoupe | Supercoupe | Compétition(s) continentale(s) | Compétition(s) continentale(s) | Compétition(s) continentale(s) | Hongrie | Hongrie | Total | Total |
| Saison                | Club                     | Division              | M.          | B.          | M.              | B.              | M.                | B.                | M.         | B.         | Comp.                          | M.                             | B.                             | M.      | B.      | M.    | B.    |
| 2008-2009             | Veszprém FC              | NB III                | 2           | 0           | -               | -               | -                 | -                 | -          | -          | -                              | -                              | -                              | -       | -       | 2     | 0     |
| 2009-2010             | Veszprém FC              | NB III                | -           | -           | 2               | 0               | -                 | -                 | -          | -          | -                              | -                              | -                              | -       | -       | 2     | 0     |
| 2010-2011             | Veszprém FC              | NB II                 | 17          | 1           | 2               | 0               | -                 | -                 | -          | -          | -                              | -                              | -                              | -       | -       | 19    | 1     |
| 2011-2012             | Veszprém FC              | NB II                 | 25          | 2           | 3               | 0               | -                 | -                 | -          | -          | -                              | -                              | -                              | -       | -       | 28    | 2     |
| Sous-total            | Sous-total               | Sous-total            | 44          | 3           | 7               | 0               | -                 | -                 | -          | -          | -                              | -                              | -                              | -       | -       | 51    | 3     |
| 2012-2013             | Győri ETO                | NB I                  | 4           | 0           | 3               | 0               | 5                 | 0                 | -          | -          | -                              | -                              | -                              | -       | -       | 12    | 0     |
| 2013-2014             | Győri ETO                | NB I                  | 24          | 1           | 3               | 0               | 1                 | 0                 | 1          | 0          | C1                             | -                              | -                              | 3       | 0       | 32    | 1     |
| 2014-2015             | Győri ETO                | NB I                  | 28          | 0           | 4               | 0               | 2                 | 0                 | -          | -          | C3                             | 1                              | 0                              | 3       | 0       | 38    | 0     |
| Sous-total            | Sous-total               | Sous-total            | 56          | 1           | 10              | 0               | 8                 | 0                 | 1          | 0          | -                              | 1                              | 0                              | 6       | 0       | 82    | 1     |
| 2015-2016             | Videoton FC              | NB I                  | 16          | 0           | 4               | 0               | -                 | -                 | -          | -          | C1+C3                          | 3+1                            | 0+0                            | 9       | 0       | 33    | 0     |
| 2016-2017             | Videoton FC              | NB I                  | 7           | 2           | -               | -               | -                 | -                 | -          | -          | C3                             | 5                              | 0                              | -       | -       | 12    | 2     |
| Sous-total            | Sous-total               | Sous-total            | 23          | 2           | 4               | 0               | -                 | -                 | -          | -          | -                              | 9                              | 0                              | 9       | 0       | 45    | 2     |
| 2016-2017             | Dijon FCO                | Ligue 1               | 19          | 0           | 1               | 0               | -                 | -                 | -          | -          | -                              | -                              | -                              | 6       | 1       | 26    | 1     |
| 2017-2018             | Dijon FCO                | Ligue 1               | 3           | 0           | -               | -               | 1                 | 0                 | -          | -          | -                              | -                              | -                              | 1       | 0       | 5     | 0     |
| Sous-total            | Sous-total               | Sous-total            | 22          | 0           | 1               | 0               | 1                 | 0                 | -          | -          | -                              | -                              | -                              | 7       | 1       | 31    | 1     |
| 2017-2018             | AS Nancy-Lorraine (prêt) | Ligue 2               | 14          | 0           | -               | -               | -                 | -                 | -          | -          | -                              | -                              | -                              | -       | -       | 14    | 0     |
| 2018-2019             | CFR Cluj                 | Liga 1                | 18          | 0           | 5               | 0               | -                 | -                 | -          | -          | C3                             | 1                              | 0                              | 4       | -       | 28    | 0     |
| 2019-2020             | Omonia Nicosie           | A Kategoria           | 22          | 0           | 3               | 0               | -                 | -                 | -          | -          | -                              | -                              | -                              | 4       | 0       | 29    | 0     |
| 2020-2021             | Omonia Nicosie           | A Kategoria           | 25          | 0           | 2               | 0               | -                 | -                 | -          | -          | C1+C3                          | 5+6                            | 0                              | 9       | 0       | 47    | 0     |
| 2021-2022             | Omonia Nicosie           | A Kategoria           | 20          | 2           | 6               | 1               | -                 | -                 | 1          | 0          | C1+C3+C4                       | 2+4+6                          | 0                              | 12      | 0       | 51    | 3     |
| 2022-2023             | Omonia Nicosie           | A Kategoria           | 29          | 1           | 1               | 0               | -                 | -                 | 1          | 0          | C3                             | 5                              | 0                              | 8       | 0       | 44    | 1     |
| 2023-2024             | Omonia Nicosie           | A Kategoria           | 15          | 0           | 1               | 0               | -                 | -                 | 1          | 0          | C4                             | 4                              | 1                              | 11      | 1       | 32    | 2     |
| 2024-2025             | Omonia Nicosie           | A Kategoria           | 4           | 1           | -               | -               | -                 | -                 | -          | -          | C4                             | 3                              | 0                              | -       | -       | 7     | 1     |
| Sous-total            | Sous-total               | Sous-total            | 115         | 4           | 13              | 1               | -                 | -                 | 3          | 0          | -                              | 35                             | 1                              | 44      | 1       | 210   | 7     |
| 2024-2025             | Debreceni VSC            | NB I                  | 16          | 0           | -               | -               | -                 | -                 | -          | -          | -                              | -                              | -                              | -       | -       | 16    | 0     |
| 2025-2026             | Debreceni VSC            | NB I                  | 3           | 0           | -               | -               | -                 | -                 | -          | -          | -                              | -                              | -                              | -       | -       | 3     | 0     |
| Sous-total            | Sous-total               | Sous-total            | 19          | 0           | -               | -               | -                 | -                 | -          | -          | -                              | -                              | -                              | -       | -       | 19    | 0     |
| Total sur la carrière | Total sur la carrière    | Total sur la carrière | 311         | 10          | 40              | 1               | 9                 | 0                 | 4          | 0          | -                              | 46                             | 1                              | 70      | 2       | 480   | 14    |

## Palmarès
- Champion de Hongrie en 2013 avec le Győri ETO FC.
- Vice-champion de Hongrie en 2014 avec le Győri ETO FC et en 2016 et 2017 avec le Videoton FC
- Vainqueur de la Supercoupe de Hongrie en 2013 avec le Győri ETO FC.
- Champion de Roumanie avec le CFR Cluj en 2019
- Vainqueur de la Coupe de Chypre en 2022 et 2023 et finaliste en 2024 avec l'Omonia Nicosie
- Vainqueur de la Supercoupe de Chypre en 2021 et finaliste en 2022 et 2023 avec l'Omonia Nicosie
- Champion de Chypre en 2021 avec l'Omonia Nicosie